# Braunsapis aureoscopa
Braunsapis aureoscopa là một loài Hymenoptera trong họ Apidae. Loài này được Michener mô tả khoa học năm 1975.